# Rivière Chukotat
Der Rivière Chukotat ist ein 145 km langer Zufluss der Hudson Bay in der Verwaltungsregion Nord-du-Québec der kanadischen Provinz Québec. Einschließlich Quellflüssen beträgt die Gesamtflusslänge 156 km.

## Flusslauf
Der Rivière Chukotat bildet den Abfluss des 288 m hoch gelegenen Sees Lac Chukotat, 94 km südsüdwestlich von Salluit und 135 km ostnordöstlich von Akulivik. Der Rivière Chukotat fließt in überwiegend südwestlicher Richtung durch die Tundra-Landschaft des Kanadischen Schildes zur Hudson Bay. Die Mündung befindet sich 10 km ostsüdöstlich von Akulivik. In dem vom Rivière Chukotat durchflossenen Gebiet streichen zahlreiche niedrige Höhenkämme in SW-NO-Richtung. Das schlauchförmige 1033 km² große Einzugsgebiet des Rivière Chukotat wird im Süden von dem annähernd parallel fließenden Nachbarfluss Rivière Iktotat begrenzt. Im Norden grenzt es an die Einzugsgebiete von Rivière Illukotat, Rivière Deguise, Rivière Delaize und Rivière Kovik, im äußersten Osten und Südosten an das des Petite rivière de Puvirnituq.